# اقتصاد (علم)
الاقتصاد (بالإنجليزية: Economics)‏ هو علم من العلوم الاجتماعية الذي يدرس السلوك البشري والرفاهية كعلاقة بين المقاصد والاهداف التي لها استعمالات بديلة، وبين الموارد المتاحة المحدودة والنادرة. للاقتصاد عدّة نظريات تُشكّل وسائل أو أدوات تُساعد على تفسير ودراسة الظواهر الاقتصاديّة
ومصطلح (اقتصاد) لغوياً يعني التوسط بين الإسراف والتقتير (جاء في مختار الصحاح: «القَصْدُ بين الإسراف والتقتير يقال فلان مُقْتِصدٌ في النفقة»)، وتعددت التعاريف لمصطلح (اقتصاد) إلا أن التعريف الأعم والأشمل لخصائص الاقتصاد الحديث المعاصر هو تعريف (ليونيل روبنز) في مقالة نشرها عام 1932م حيث يقول: «الاقتصاد هو علم يهتم بدراسة السلوك الإنساني كعلاقة بين الغايات والموارد النادرة ذات الاستعمالات المتعددة".»
الندرة: تعني عدم كفاية الموارد المتاحة لإشباع جميع الاحتياجات والرغبات الإنسانية. وغالباً ما يشار إلى الندرة بأنها (المشكلة الاقتصادية) وبمعنى آخر نجد أن المشكلة الاقتصادية هنا تدور حول الاختيار وما قد يؤثر بانتقاء هذا الخيار من محفزات وموارد.
يمكن تقسيم الاقتصاد إلى أنواع منها:
- اقتصاد جزئي واقتصاد كلي
- اقتصاد موضوعي وصفي واقتصاد معياري

وهناك استعمال لكلمة اِقْتِصَادُ الدَوْلَة: أي حالتها المالية بالإضافة إلى كل ما يتعلق بها مثل الإنتاج والتوزيع والإنفاق وأسواق العمل وغيرها. وهو اِسْتِخْدَامٌ حَدِيْثٌ. فبعض الدول لها اقتصاد قويّ وغيرها ضعيفة الاقتصاد.
أحد استعمالات الاقتصاد هي شرح كيفية عمل النظم الاقتصادية، وما الذي يربط أطراف هذه النظم من علاقات ضمن إطار المجتمع. وتطبق أساليب التحليل الاقتصادي بشكل متزايد على المجالات التي تتعلق بالأفراد (بما فيهم الراسماليون) الذين يقومون باختياراتهم ضمن إطار المجتمع، كمثال على ذلك، الجريمة، التعليم، الأسر، الصحة، القانون، السياسة، الدين، مؤسسات المجتمع المدني، وصولاً إلى الحرب.
وللاقتصاد تعاريف كثيرة من بينها الوصول إلى الاكتفاء الذاتي وتحقيق النمو والوفرة في المال.

## أصل كلمة اقتصاد
هي كلمة يونانية ظهرت عام 400 ق م تقريبا، حيث ألف المؤرخ اليوناني «زينوفن» كتابا تحت عنوان Economicus والتي تعني فن إدارة البيت، ثم توسع الناس في مدلول البيت حتى أطلق على الجماعة التي تحكمها دولة واحدة، وعليه فلم يعد المقصود من كلمة اقتصاد المعنى اللغوي وهو التوفير، ولا معنى المال فحسب، وإنما المقصود المعنى الاصطلاحي لمسمى معين وهو تدبير شؤون المال، إما بتكثيره وتأمين إيجاده وإما بتوزيعه، 
ونظراً لما لكلمة اقتصاد من ارتباط وثيق في الحياة العامة بكلمة مادة أو مادي، فقد ذهب كثير من علماء الاقتصاد إلى إضفاء الصفة الاقتصادية على كل ما يمت إلى الوقائع المادية.

## بدايات تبلور علم الاقتصاد

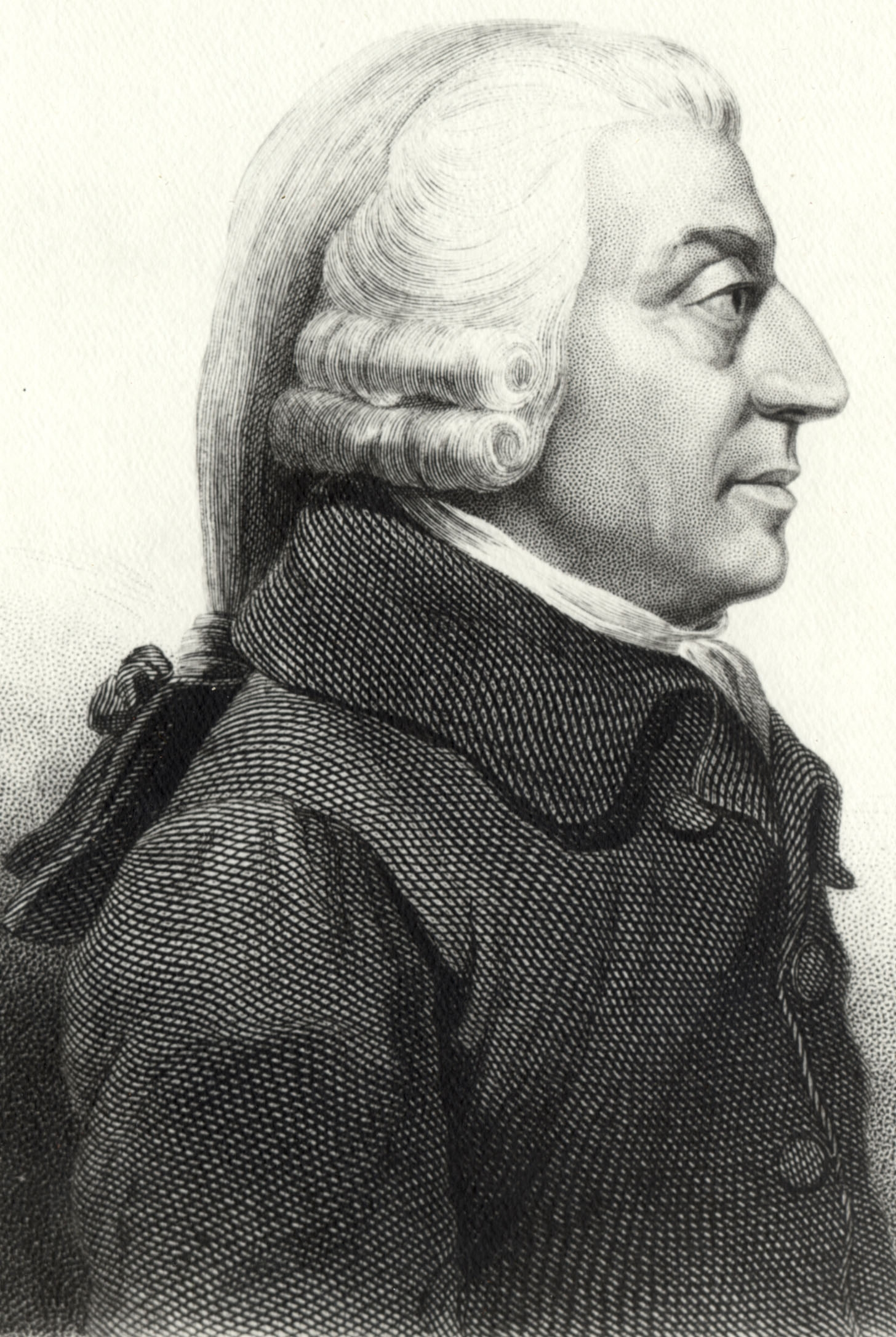
عالم الاقتصاد الاسكتلندي آدم سميث صاحب كتاب «ثروة الأمم» (1776)

على الرغم من أن النقاشات حول عمليات الإنتاج والتوزيع دارت منذ بدايات التاريخ، إلا أن الاقتصاد أخذ بالتبلور في صيغته الحالية كفرع علمي مستقل منذ أن قام آدم سميث بنشر كتابه الشهير «ثروة الأمم» عام 1776. ويعرّف آدم سميث في كتابه مصطلح الاقتصاد السياسي بأنه أحد فروع علم السياسة والتشريع، ويهدف إلى أمرين أساسيين: الأول، تزويد الأفراد بكمية كافية ومستمرة من المنتجات، أو العمل على جعلهم قادرين على توفير هذه المنتجات بشكل متواصل، والثاني، تزويد الدولة أو إثراء كل من الأفراد والحكومات.
وفي كتابه ثروة الأمم يشير آدم سميث إلى الاقتصاد بمصطلح (الاقتصاد السياسي – Political Economy) إلا أن هذا المصطلح استبدل تدريجياً في الاستعمال العام بمصطلح (الاقتصاد Economics) وذلك بعد عام 1870 بالإضافة أول من أستعمل مصطلح الاقتصاد السياسي رجل دين فرنسي يدعى أنطوان ديمونكريتيان
و أول من تعامل بجدية مع علم الاقتصاد هم أصحاب المذهب الطبيعي حيث آمنوا بالزراعة كمصدر صافي للربح.

## مجالات الاقتصاد
يمكن تصنيف المجالات التي يبحث فيها علم الاقتصاد بشكل متنوع ومتعدد، إلا أنه بشكل أساسي يهتم بنوعين من التحليل الاقتصادي هما الاقتصاد الجزئي والاقتصاد الكلي

### الاقتصاد الجزئي
يدرس التحليل الاقتصادي الجزئي السلوك الاقتصادي للعناصر الاقتصادية (بما فيهم الأفراد والشركات) وطريقة تفاعلهم من خلال الأسواق الفردية، وندرة الموارد، والأنظمة الحكومية. السوق هنا قد تشمل السلعة المنتجة كالذرة على سبيل المثال، وقد تكون خدمة من قلب الإنتاج كالبناء مثلاً. هذا التحليل يقوم على نظرية دراسة مجموع كميات الطلب من قبل المشترين وكميات العرض من قبل البائعين عند كل نقطة سعر محتمل للوحدة المنتجة. وانطلاقاً من دراسة كل من العرض والطلب بشكل غير منفصل يتوصل التحليل الاقتصادي الجزئي لتوصيف الكيفية التي تصل بها السوق إلى حالة التوازن الاقتصادي للسعر والكمية، أو الاستجابة لمتغيرات السوق عبر الزمن. وهذا ما يطلق عليه في الشائع تحليل دراسة العرض والطلب.
هيكلية السوق مثل سوق المنافسة الكاملة وسوق الاحتكار تعتبر هنا من العوامل المؤثرة على درجة كفاءة السوق. هذا وينطلق مفهوم التحليل من فرضية مبسطة بأن سلوك الأسواق الأخرى يبقى ثابتاً وهذا ما يطلق عليه تحليل التوازن الجزئي، أما نظرية تحليل التوازن العام تسمح بالتغيرات في مختلف الأسواق بما فيها حركة السوق وتفاعلها تجاه التوازن الاقتصادي.

### الاقتصاد الكلي
يهتم التحليل الاقتصادي الكلي بدراسة الاقتصاد ككل، ليوضح تأثير العوامل الاقتصادية على اقتصاد البلدان، كتأثير الدخل القومي ومعدلات التشغيل (معدلات التوظيف)، وتضخم الأسعار، ومعدل الاستهلاك الكلي ومعدل الإنفاق الاستثماري ومكوناته. كما يدرس التحليل الاقتصادي الكلي تأثيرات كل من السياسة النقدية والسياسة المالية المتبعة في البلد.
ومنذ ستينات القرن العشرين، أخذ التحليل الاقتصادي الكلي يأخذ منحى أكثر تكاملاً، وبرزت فيه نماذج جديدة كتحليل القطاعات على أساس جزئي، ورشد اللاعبين الاقتصاديين، الاستخدام الكفء لمعلومات السوق، والمنافسة غير الكاملة.
التحليل الاقتصادي الكلي يهتم أيضاً بالعوامل ذات التأثيرات طويلة الأجل على الاقتصاد ونمو الدخل القومي. وكمثال على هذه العوامل نذكرن تراكم رأس المال، التطور التكنولوجي (التقني)، ونمو قوة العمالة.
المحاولات للتوحيد بين هذه الفرعين أَو إلغاء التمايز بينهما كَانَ مُحَفّزاُ مهماُ في مُعظم الفكر الاقتصادي في المرحلة الأخيرةِ، خصوصاً في اواخر السبعينات وأوائِل الثمانينات. توجد اليوم وجهة تجمع على ضرورة أن يكون الاقتصاد الكلي الجيد مؤسس على بنى الاقتصاد الجزئي الصلبة. بكلمة أخرى، هيكلية الاقتصاد الكلي يَجِبُ أَنْ تكون مدعمة بشكل واضح من قبل الاقتصاد الجزئي.

### الأساليب الاقتصادية والأساليب الرياضية الاقتصادية الكمية
يعتمد الاقتصاد كمادة أكاديمية بشكل أساسي على الأساليب الرياضية، إلى جانب اعتماده على الأساليب الأدبية. يتم اعتماد الأساليب الرياضية والكمية لأغراض تحليل اقتصاد ما بدقة، أو لتحليل مناطق بعينها داخل الاقتصاد. وكأمثلة على هذه النماذج والأساليب في التحليل نذكر:

#### الاقتصاد الرياضي
يطلق مصطلح «اقتصاد رياضي» على تطبيق المناهج الرياضية لفهم وتفسير النظرية الاقتصادية بطرق علمية أو لحل المسائل الاقتصادية المطروحة. ويستخدم الاقتصاد الرياضي أساليب تحليل التفاضل والتكامل ومناهج المصفوفات الجبرية.
ولقد أشاد الكتّاب الاقتصاديون بالفوائد الكبيرة لهذا الأسلوب والمتمثلة بإتاحة صياغة واشتقاق مفتاح العلاقات في النموذج الاقتصادي بوضوح، وصرامة، وبساطة. وقد حدد (بول سامويلسون) في كتابه «أساسيات التحليل الاقتصادي» عام 1947، البنى الرياضية العامة في عدة مجالات اقتصادية والتي عن طريقها يتم تحليل المسائل والقضايا الاقتصادية بطريقة كمية يمكن أن يعبر عنها بنظريات ومعادلات كما فعل بعض علماء الاقتصاد الحائزين على جوائز نوبل في الاقتصاد كالعالم جون فوربس ناش الذي حاز جائزة نوبل عن نظريته « نظرية التوازن » وكان اعتمادها الأساسي على الجانب الرياضي البحت.

#### الاقتصاد القياسي
تطبق في الاقتصاد القياسي الأساليب الرياضية والإحصائية لتحليل البيانات المنبثقة من النماذج الاقتصادية. مثال، قد تفترض نظرية ما أن الشخص المتعلم يكسب دخلاً –بالمعدل- أعلى من الدخل الذي يكسبه شخص مشابه له بجميع الخصائص إلا أنه غير متعلم (أو اقل مستوى تعليمي). هنا يأتي الاقتصاد القياسي فيقيس قوة العلاقة وأهميتها الإحصائية. ويستعمل أسلوب الاقتصاد القياسي لاستنتاج تعميمات كمية، كإيجاد علاقة بين معطيات موجودة مسبقاً والتنبؤ بما ستكون عليه الحال في المستقبل.

#### الحسابات القومية
تعد الحسابات القومية (المحاسبة القومية) وسيلة تتضمن الحسابات القومية الفروع التالية: حسابات الدخل القومي والإنتاج (NIPA) وينتج عنها تقديرات للقيمة النقدية لمخرجات ومدخلات الاقتصاد خلال سنة أو ربع سنة، وتمكن حسابات الدخل القومي المسؤولين من تتبع أداء الاقتصاد ومكوناته خلال الدورات الاقتصادية أو فترات أطول. وتشمل الحسابات القومية أيضا رأس المال، الثروه القومية، وتدفقات رأس المال الدولي.

### تطور مدارس الفكر الاقتصادي

#### الأفكار الاقتصادية البدائية
ولدت الأفكار الاقتصادية مع ولادة الحضارات القديمة كالإغريقية، والرومانية والهندية مروراً بالصينية والفارسية والحضارة العربية. وقد اشتهر عدة كتاب ينتمون إلى هذه الحضارات من أبرزهم أرسطو الفيلسوف الإغريقي المشهور، وشاناكيا Chanakya (340 – 293 ق. م) رئيس وزراء الإمبراطور الأول لإمبراطورية (موريا) في شرق آسيا، والفيلسوف العربي المعروف ابن خلدون صاحب (مقدمة ابن خلدون) الذي عاش في القرن الرابع عشر الميلادي.
ويعتقد الكاتب التشيكي (جوزيف شومبيتير) أن الباحثين المتأخرى ن ما بين القرنين الرابع عشر والسابع عشر هم المؤسسون الحقيقيون لـ «علم الاقتصاد».
ووصف جوزيف شومبيتير (ابن خلدون) بالرائد السباق في مجال الاقتصاد المعاصر، حيث أن العديد من نظرياته الاقتصادية لم تكن معروفة في أوروبا حتى وقت قريب نسبياً.
لاحقاً قامت مدرستان أقتصاديتان هما المدرسة الطبيعية (الفيزيوقراطية)، والمدرسة التجارية (المركنتلية)، بتطوير وإضافة مفاهيم اقتصادية جديدة، حيث ساهمتا في قيام «القومية الاقتصادية» و«الرأسمالية الحديثة» في أوروبا.

#### الاقتصاد الكلاسيكي
كما هو معلوم فإن نشر كتاب ثروة الأمم للكاتب آدم سميث اعتبر بمثابة نقطة البداية لولادة علم الاقتصاد كفرع علمي منفصل ومتخصص، وقد حدد كتاب ثروة الأمم عوامل الإنتاج بكل من الأرض، قوة العمل، ورأس المال، واعتبر أن هذه العوامل الثلاث هي التي تشكل جوهر الثروة التي تمتلكها الأمة.
ومن وجهة نظر آدم سميث، فإن الاقتصاد المثالي، هو نظام السوق ذاتي التنظيم (Self- Regulating Market System) حيث يقوم هذا النظام بإشباع حاجات الأفراد الاقتصادية تلقائياً «أوتوماتيكياً». وقد وصف «سميث» آلية عمل السوق بـ«اليد الخفية» التي تحث الأفراد على العمل على إشباع حاجاتهم الشخصية وبالتالي تحقيق أكبر منفعة ممكنة للمجتمع ككل.
في كتاباته، أخذ «آدم سميث» بعض أفكار ونظريات المذهب الطبيعي في الاقتصاد «الفيزيوقراطية» ودمجها مع نظرياته، إلا أنه رفض الفكرة التي نادى بها الفيزيوقراطيون والقائلة بأن الأرض (الزراعة) فقط هي مصدر الإنتاج والثروة.

#### الاقتصاد الماركسي
أسسه المفكر الاقتصادي كارل ماركس الذي نادى بضرورة القضاء على مظاهر الملكية الفردية من خلال ثورة الطبقة العاملة والمستغلة على الطبقات الأخرى وخصوصاً الطبقة الرأسمالية وتجردها من الملكية الخاصة، وبعد ذلك تقود الطبقة العاملة دولتها وتسمى في العلوم الماركسية دولة «ديكتاتورية البروليتاريا» وتعبر بهذه الدولة إلى المجتمع الشيوعي الذي يحقق المساواة والعدل في توزيع الموارد والناتج القومي على الناس كافة، وهذهِ أحد ركائز قيام الفكر الشيوعي، ولنا أن نذكر حيال ذلك ماحدث للماركسية بجميع جوانبها العلمية بحيث إنها أصبحت في طور النسيان وهذا السبب يعود ليس في تناقض مبادئها أو فشلها كما يعتقد البعض بل الجهل بها والانحراف والانقلاب الذي حدث لها في بداية ستينيات القرن العشرين حيث جرى الانقلاب عليها من قبل المدعو «نيكيتا خروشتشوف» بانتصارة للطبقة الوسطى وخاصة شريحة العسكر كأقوى مكوناتها، انهيار الإتحاد السوفيتي لم تكن خلفة العلوم الماركسية بل الطبقة البرجوازية.

#### الاقتصاد الكينزي
اسس هذه النظرية الاقتصادي البريطاني جون مينارد كينز، وتركز هذه النظرية على دور كلا القطاعين العام والخاص في الاقتصاد أي الاقتصاد المختلط حيث يختلف كينز مع السوق الحر (دون تدخل الدولة) أي انه مع تدخل الدولة في بعض المجالات.
في نظريته يعتقد ان اتجاهات الاقتصاد الكلي تحدد إلى حد بعيد سلوك الافراد على مستوى الاقتصاد الجزئي، وهو قد أكد كما العديد من الاقتصاديين الكلاسيكيين على دور الطلب الكلي على السلع وان لهذا الطلب دور رئيسي في الاقتصاد خصوصا في فترات الركود الاقتصادي، حيث يعتقد انه من خلال الطلب الكلي تستطيع الحكومة محاربة البطالة والكساد، خصوصاً ابان الكساد الكبير.
يعتقد ان الاقتصاد لا يميل إلى الاتجاه إلى التوظيف الكامل بشكل طبيعي وفق مبدأ اليد الخفية كما كان يعتقد الكلاسيكيين، وقد كان كثيراً يكتفي بشكر الاقتصادي سميث على كتاباته
تتعارض نظرية التوظيف الحديثة بشدة مع النظرية الكلاسيكية حيث ترى النظرية الحديثة ان النظام الاقتصادي الرأسمالي لا يحتوي على ضمان تحقيق التوظيف الكامل وان الاقتصاد الوطني قد يعمد إلى التوازن في الناتج الوطني رغم وجود بطالة كبيرة أو تضخم شديد فحالة التوظيف الكامل والمصحوب باستقرار نسبي في الاسعار وفق الفكر الكنزي انما هي حالة عرضية وليست دائمة التحقق.

#### مدارس وفروع اقتصادية أخرى
- يُمْكِنُ أيضاً أَنْ يُقسّمَ الاقتصاد إلى فروع جزئية عديدة وهذا لا يُلائمُ دائماً بعناية التصنيفِ الدقيقِ الكبيرِ. هذه الفروع الجزئية تتضمّنُ: اقتصاد دولي، اقتصاديات عمل، اقتصاديات رفاهية، اقتصاديات عصبية، اقتصاد معلومات، اقتصاديات موارد، اقتصاد بيئي، اقتصاد إداري، اقتصاد مالي، اقتصاد منزلي، اقتصاديات تنمية، وجغرافية اقتصادية.

هناك أيضاً منهجيات مستعملة من قبل الاقتصاديين الذي يصنفون وفق النظرياتِ المهمة.
- المثال الأهمّ قَدْ يَكُون الاقتصاد القياسي، الذي يُطبّقُ التقنياتَ الإحصائيةَ على دراسةِ البيانات الاقتصادية. الاقتصاد الرياضي الذي يَعتمدُ على الطرقِ الرياضيةِ، يتضمن ذلك الاقتصاد القياسي.
- اتجاه آخر أكثرُ حَداثةً، وأقرب إلى الاقتصاديات الصغيرة microeconomics، وهو يَستعملَ من علم نفس اجتماعي مفاهيم مثل (اقتصاد سلوكي) وطرق (اقتصاد تجريبي) لفَهْم الانحرافاتِ عن تنبؤاتِ الاقتصادِ neoclassical.

الاقتصاد التطوّري يشكل نظرية مبتكرة تتماشى مع التوجهات التي تُريدُ فَهْم دورِ ' الروتينات في قيادة تطور السلوك.
يمكن اعتماد تصانيف أخرى أيضاً. مالية كَانتْ تقليدياً تعتبر جزء من الاقتصاد بما أن كنتائجه الأساسية تظهرُ طبيعياً مِنْ الاقتصاديات الصغيرة؛ لكن أَسّسَ اليوم كعلم مستقل عملياً، مع أنه وثيق الصلة بالفروع الأخرى للاقتصاد.
لقد كَانَ هناك اتجاهُ متزايدُ للأفكارِ والطرقِ في الاقتصادِ التي يمكن تطبيقها في السياقاتِ الأوسعِ. بما أن التحليلَ الاقتصاديَ يُركّزْ على إتّخاذ القراراتِ، فيُمْكِنُ أَنْ يُطبّقَ، بدرجاتِ متفاوتة من النجاحِ، على أيّ حقل يتضمن أناسا يُواجهونَ بدائلِ أو خيارات؛ تعليم، زواج، صحة، الخ. فهو يشكل نظرية الخيار العام تدرس أيضا كيف يمكن للتحليل الاقتصادي أَنْ يُقدّمَ حلولا إلى تلك الحقولِ التي اعتبرتْ تقليدياً خارج الاقتصادِ. تَتداخلُ مناطقُ البحث في الاقتصادِ مع مناطق تابعة لعلومِ الاجتماعيات الأخرى، بما فيها العلوم السياسية وعلم اجتماع. الاقتصادَ السياسيَ الأكثر شيوعا يُدْعَى غالبا بشكل غير دقيق رأسمالية.
 انظر اقتصاد سياسي لدراسةِ الاقتصادِ ضمن سياق عِلْمَ السياسة، واقتصاد اجتماعي لدراسةِ الاقتصادِ ضمن سياق عِلْمَ الاجتماع. 
أهم نواحي الاقتصاد التي تسترعي الانتباه: تخصيص مصدر، الإنتاج، التوزيع، التجارة، والمنافسة.
يمكن للاقتصاد أن يطبق من حيث المبدأ على أيّ مشكلة تَتضمّنُ الاختيارَ ضمن شروط الندرةِ أَو شروط اقتصاديةِ حاسمةِ. انظر قيمة.
بَعْض الاقتصاديين يَستعملونَ السعر والعرض والطلب لخَلْق نماذج اقتصادية تَتوقّعَ نتائجَ القراراتِ أَو الأحداثِ.
كما تسند للنماذج مهام أخرى حيث يُمْكِنُ لها أَنْ تُحلّلَ سلوكَ المجتمعاتِ الكاملةِ أيضاً. (انظر أيضاً علم اجتماع، اقتصاد سياسي، تاريخ)
تقليدياً يرتكز الاقتصاد على إرضاءِ الحاجات الماديةِ وهذا يَبْقى بؤرةَ الاقتصادِ. بما أن جوهر الاقتصادِ يَدْرسُ الحوافزَ، أَو جْعلُ الاختيار محصورا بقيودِ، فإن المواضيع المدروسة واسعة، كما توسع الاقتصاديين في دراسة كافة المواضيع المتراوحة مِنْ الزواج إلى عقوبةِ الموت والنظم السياسية المثاليةِ.

## التاريخ

### الفكر الاقتصادي من العصور القديمة إلى أصحاب المذهب الطبيعي (الفيزيوقراطيين)
تعود الكتابات الاقتصادية إلى حضارة ما بين النهرين، والحضارات الإغريقية والرومانية والهندية والصينية والفارسية والعربية. تمر مبادئ اقتصادية في كتابات الشاعر البيوتي هسيودوس، وقد وصف عدة مؤرخين اقتصاديين هسيودس بأنه «أول عالم اقتصاد». من الكتاب البارزين أيضًا من العصور القديمة إلى عصر النهضة: أرسطوطاليس وزينوفون، وتشاناكيا (يعرف أيضًا باسم كوتيليا)، وكن شي هوانغ، وابن خلدون، وتوما الإكويني. وصف جوزف شمبتر الكتاب السكولاتيين أبناء القرنين السادس عشر السابع عشر، ومنهم توماس دي مركادو ولويس دي مولينا وخوان دي لوغو، بأنهم «اقتربوا أكثر من أي مجموعة أخرى من أن يكونوا مؤسسي الاقتصاد العلمي»، من حيث النظرية النقدية ونظرية الفائدة ونظرية القيمة من منظور القانون الطبيعي.

## وصلات خارجية
- علم الاقتصاد على مشروع الدليل المفتوح
- علم الاقتصاد على موسوعة بريتانيكا
- أيدولوجيا اقتصادية